# Grande Rivière Sud Est
Grande Rivière Sud Est är en ort i Mauritius.   Den ligger i distriktet Flacq, i den centrala delen av landet, 30 km öster om huvudstaden Port Louis. Grande Rivière Sud Est ligger 47 meter över havet och antalet invånare är 2 472. Den ligger på ön Mauritius.
Terrängen runt Grande Rivière Sud Est är platt åt nordost, men västerut är den kuperad. Havet är nära Grande Rivière Sud Est åt sydost.  Närmaste större samhälle är Bel Air Rivière Sèche, 4,2 km nordväst om Grande Rivière Sud Est. 